# Giovanni Hernández
Pour les articles homonymes, voir Hernández.
Giovanni Hernández, né le 16 juin 1976 à Cali (Colombie), est un footballeur international colombien reconverti en entraîneur. 
Au cours de sa carrière de joueur, il évolue au poste de milieu offensif à l'Once Caldas, à l'América de Cali, à l'Independiente Medellín, au Deportivo Cali, à Colón, à Colo-Colo et au Junior de Barranquilla ainsi qu'en équipe de Colombie.
Hernández marque cinq buts lors de ses quarante-six sélections avec l'équipe de Colombie entre 1995 et 2009. Il participe à la Copa América en 2001, à la Gold Cup en 2003 et à la Coupe des confédérations en 2003 avec la Colombie.

## Carrière

### Carrière de joueur
- 1993-1995 : Once Caldas
- 1995-1997 : América de Cali
- 1997-2000 : Independiente Medellín
- 2000-2003 : Deportivo Cali
- 2003-2006 : Colón
- 2007 : Colo-Colo
- 2008-2012 : Junior de Barranquilla  [1]
- 2013-2014 : Independiente Medellín
- 2014 : Uniautónoma

### Carrière d'entraîneur
- 2015 : Uniautónoma
- 2016 : Real Cartagena
- 2016 : Junior de Barranquilla
- Depuis 2018 : Atlético de Cali

## Statistiques

### Statistiques de joueur

#### Buts internationaux
| 0   | Date            | Lieu                                             | Compétition                                                       | Résultat | Adversaire       | Détail | Détail         | Détail |
| --- | --------------- | ------------------------------------------------ | ----------------------------------------------------------------- | -------- | ---------------- | ------ | -------------- | ------ |
| 1er | 23 juillet 2001 | Estadio Centenario de Armenia, Armenia, Colombie | Quart de finale de la Copa América 2001                           | V 3-0    | Pérou            | 66e    | du pied gauche | 2-0    |
| 2e  | 20 juin 2003    | Stade de Gerland, Lyon, France                   | Premier tour de la Coupe des confédérations 2003                  | V 3-1    | Nouvelle-Zélande | 85e    | du pied droit  | 3-1    |
| 3e  | 22 juin 2003    | Stade Geoffroy-Guichard, Saint-Étienne, France   | Premier tour de la Coupe des confédérations 2003                  | V 0-1    | Japon            | 68e    | du pied gauche | 0-1    |
| 4e  | 28 juin 2003    | Stade Geoffroy-Guichard, Saint-Étienne, France   | Match pour la troisième place de la Coupe des confédérations 2003 | P 1-2    | Turquie          | 63e    | du pied gauche | 1-1    |
| 5e  | 30 avril 2008   | Stade Alfonso-López, Bucaramanga, Colombie       | Match amical                                                      | V 5-2    | Venezuela        | 65e    | du pied droit  | 3-2    |

## Palmarès

### Palmarès de joueur

#### En club
| América de Cali - Copa Libertadores - Finaliste en 1996 |  | Colo-Colo - Tournoi d'ouverture du championnat du Chili - Vainqueur en 2007 - Tournoi de clôture du championnat du Chili - Vainqueur en 2007 |  | Junior de Barranquilla - Tournoi d'ouverture du championnat de Colombie - Vainqueur en 2010 - Tournoi de clôture du championnat de Colombie - Vainqueur en 2011 |

#### En sélection
| Colombie - Copa América - Vainqueur en 2001 - Coupe des confédérations - Demi-finaliste en 2003 |

#### Distinction personnelle
- Membre de l'équipe type de la Gold Cup en 2003